# Zack Padilla
Zack Padilla est un boxeur mexicano-américain né le 15 mars 1963 à Azusa, Californie.

## Carrière
Passé professionnel en 1985, il devient champion du monde des poids super-légers WBO le 7 juin 1993 après sa victoire aux points face à Carlos Gonzalez. Padilla conserve son titre contre Efrem Calamati, Ray Oliveira, Harold Miller et Juan Laporte le 27 juillet 1994 puis met un terme à sa carrière après ce combat.